# THE BACK HORN

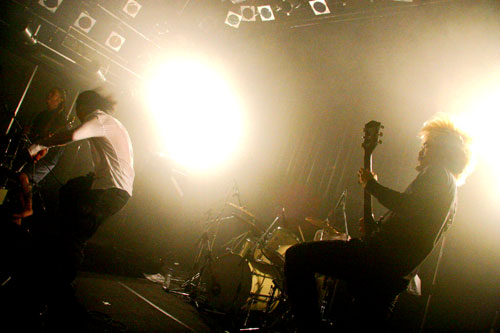

THE BACK HORN(더 백 혼, 일본어: ザ・バックホーン)은 일본의 얼터너티브 록 밴드이다. 1998년 결성되었으며 1999년에 앨범 《어디로 가나(何処へ行く)》로 인디즈 데뷔하고 2001년에 싱글 《써니(サニー)》로 메이저 데뷔하였다. 약칭은 ‘바쿠혼(バクホン)’, ‘바쿠호(バクホ)’ 등. ‘KYO-MEI’라는 단어를 테마로써 ‘듣는 이의 마음을 떨리게 하는 음악을 전해간다’라는 뜻을 내세우고 활동한다.

## 멤버
- 야마다 마사시 (Vo)
- 스가나미 에이준 (Gt)
- 오카미네 코슈 (Ba)
- 마츠다 신지 (Dr)